# Happy Family (film)
Happy Family (風流家族) is een in 2002 uitgebrachte film uit Hongkong van de eveneens uit Hongkong afkomstige regisseur Herman Yau.

## Cast
- Nick Cheung - Sang
- Candy Lo - Kaka
- Kenny Bee - Mr. Han
- Cecilia Yip - Mrs. Han
- Amanda Lee - Kaka's Mum
- Chan Man Man
- Alfred Cheung - Director Cheung
- Fennie Yuen - Psychiatrist
- Almen Wong Pui-Ha (credited as Almen Wong)
- Iris Chai (credited as Chi Yiu Chai)
- Tats Lau - Kei
- Wilson Yip - Negotiator
- Matt Chow - Caretaker
- Simon Lui - Kaka's Dad
- Monica Lo (credited as Suk Yee Lo)
- Emily Kwan - TV Reporter
- Sharon Chan - Sabrina
- Thomas Lam (credited as Cho-fai Lam)
- Marco Mak
- Herman Yau - Candidate for director's job